# Bonnie Ross
Bonnie Ross es una desarrolladora de videojuegos estadounidense. Es la vicepresidenta corporativa de Xbox Game Studios y encabeza 343 Industries,el estudio subsidiario que dirige la franquicia de videojuegos Halo. Ross estudió informática y redacción técnica en la universidad, y trabajó en IBM antes de conseguir un trabajo en Microsoft. Trabajó en cantidad de juegos de PC y Xbox, convirtiéndose en directora general de Xbox Game Studios.
En 2007, Ross ayudó a fundar 343 Industries, construyendo un estudio que trabajaría en un nuevo juego de Halo después de la salida del desarrollador Bungie. Halo 4, el primer juego de 343 Industries, salió en 2012. Ross supervisó la franquicia Halo, incluyendo merchandise y adaptaciones a los medios de comunicación. Ha sido galardonada por su trabajo en el mundo del desarrollo de videojuegos y  por sus esfuerzos para fomentar más diversidad en los videojuegos.

## Primeros años
En su infancia, Ross disfrutaba con la ciencia ficción, imaginando cómo sería crear mundos similares. Jugó al baloncesto, softball, tenis, y voleibol. Su primer videojuego era un juego Mattel de 1970 de baloncesto. Ross da crédito a su pasado atlético por introducirle al mundo de los videojuegos, así como enseñarle a aprender de contratiempos y fracasos. Animada por sus padres para perseguir una carrera más práctica que los deportes, Ross estudió informática.
Ross fue a la Universidad Estatal de Colorado, inicialmente en un grado en ingeniería; ella era una de las únicas mujeres en su programa. Deseando libertad más creativa, Ross se cambió a un programa de redacción técnica en el departamento de periodismo durante su años escolar de  1987-88. Entró de interina en IBM dos años, y entrenaba deportes de instituto y escribía manuales técnicos en su tiempo libre Ross se graduó en 1989, con un grado en Comunicación técnica, Físicas e Informática.

## Carrera
Después de su graduación, Ross aplicó a NeXT, Apple, y Microsoft; NeXTy Apple no respondieron al currículim de Ross, mientras que Microsoft sí lo hizo.  En Microsoft,  se cansó de la escasa técnica de redacción que se quería. En un principio, pensó en tomarse un descanso de Microsoft por un año para trabajar en algo más creativo,  se aseguró una posición como productor en un juego de baloncesto por su base de conocimientos en deportes y tecnología. El juego que Microsoft Full Court Press publicó en 1996. Ross describió su carrera temprana como trabajo en codesarrollo y publicación de proyectos. Trabajó en juegos como Zoo Tycoon, Fuzion Frenzy, Jade Empire, Mass Effect, Psychonauts, Gears of War, Alan Wake, y Crackdown en roles como leader o productora ejecutiva, y directora de estudio. Ross agradece a la variedad de juegos por animarla para quedarse en Microsoft y no cambiarse a otra compañía.

### 343 Industries
Para 2005, Ross ya era directora general  en Microsoft Game Studios(ahora Xbox Game Studios). Cuando el desarrollador de Halo, Bungie se separó de Microsoft en 2007, Microsoft creó un nuevo equipo interno para supervisar la franquicia. Ross recordó que sus colegas sentían que Halo era una propiedad a decaer y buscaban un contrato en una compañía exterior para producir juegos nuevos, pero ella lo argumentó de manera diferente.  Ross primero se familiarizó con la franquicia a través de la novela Halo: The Fall of Reach. La profunda historia y universo en la novela le interesó. El terreno de juego de Ross le gustó al director general de Microsoft Game Studios, Shane Kim, y fue puesta a cargo del estudio nuevo, 343 Industries.
A principios de 2007, 343 Industries empezó con un personal de aproximadamente una docena de personas. Frank O'Connor, miembro de Bungie, asistió en la transición, y esperaba que Ross fuera una ejecutiva sin conocimientos de Halo. En cambio, Ross impresionó a O'Connor con su conocimiento profundo sobre la franquicia, y O'Connor abandonó Bungie para unirse a 343 Industries como director de la franquicia. La visión de Ross sobre Halo también impresionó al director artísctico Kiki Wolfkill, quién se unió el equipo como líder del estudio. Durante la transición, Ross trabajó con la compañía Starlight Runner para entrevistar al personal de Bungie y compilar una biblia histórica centralizada para el universo. 343 Industries también trabajó con Bungie en sus últimos proyectos de Halo, Halo 3: ODST (2009) y Reach (2010). 343 Industries también ha colaborado con otros estudios para producir los juegos de Halo, como Halo: Combat Evolved Anniversary, Halo: Spartan Assault, y Halo Wars 2.
343 Industries fue finalmente contrató a más de 55 compañías diferentes para trabajar en su primer juego importante, Halo 4. A mitad de camino del desarrollo, 343 cambió la visión del proyecto significativamente, dirigiendo a la salida del director creativo y a Josh Holmes como sustitución. Los desarrolladores crearon un gameplay alternativo muy similar al estilo de los juegos de Halo de Bungie, y lo utilizó para informar una dirección diferente para el juego. Halo 4 se lanzó en 2012 y alcanzó $220 millones en ventas el primer día.
En 2014, 343 Industries lanzó Halo: The Master Chief Collection, una recopilación de los cuatro juegos principales de Halo para la Xbox One. Durante el lanzamiento, el juego pasó por graves problemas, y Ross emitió disculpas públicamente por el estado del producto; más tarde dijo que fue el peor momento de su carrera. Más tarde, Ross prometió que los siguientes juegos de 343 Industries tendrían betas para evitar problemas similares. Halo 5: Guardians se lanzó en 2015, y las ventas de los juegos y el merchandise relacionado coronó $400 millones en su primera semana. Las lecciones aprendidas del desarrollo de Halo 5 llevaron a un periodo de desarrollo más largo para el siguiente juego Halo Infinite, previsto en 2021.
Ross también visualizó que la franquicia de Halo que crecería con el contenido transmedia como libros y televisión. El lanzamiento deHalo 4  coincidía con una serie episódica, Halo 4: Forward Unto Dawn. Ross más tarde anunciaría una serie televisiva en vivo de Halo en la revelación de Xbox One en 2013.

## Contribución a la diversidad
Al notar qué pocas mujeres asistieron a eventos de videojuegos como el E3, Ross ayudó a crear una red que evolucionó en la comunidad de Microsoft Women in Gaming y eventos anuales. Ella creía que los videojuegos pueden servir como una forma de hacer que la gente joven se interese por las carreras STEM mediante la relación de esto como cosas que los jóvenes disfrutan. Ross ha trabajado para contratar a más desarrolladoras de juegos para que más mujeres puedan encontrar modelos y referentes en la industria, y trabajó con Ad Council de la campaña #SheCanSTEM. El director de Xbox Phil Spencer dijo que' el perfil de Ross ayudó a atraer talento femenino a la compañía. Ross le dijo a 60 Minutes que creía que los equipos con diversidad resultaban más innovadores y creativos.
Ross argumenta que los desarrolladores de videojuegos tienen una "responsabilidad personal" de evitar los estereotipos de género en sus juegos, así como actuando en contra del abuso sexista. Ella recordó que para cada personaje de Halo 4, "Deliberábamos mucho pensando quién debería ser mujer y quién hombre en el videojuego, y si salía muy estereotipado, nos cuestionábamos qué estábamos haciendo y por qué". Ross también se ha centrado en introducir más diversidad racial y de género en los videojuegos.

## Reconocimiento
Ross apareció como vocal en la Celebración de Grace Hopper de Mujeres en Informática, realizado en Phoenix, Arizona, presentando "Technology and How It Is Evolving Storytelling in Our Entertainment Experiences". También ha hecho apariciones como vocal en la GeekWire 2013 y en el Microsoft ThinkNext 2015 en Israel. Ross era también la líder vocal de la presentación de Microsoft en laElectronic Entertainment Expo de 2015, como parte de un empujón de la industria para rolesmás grandes para mujeres.
En 2014, la Fortune listó a Ross como una de las  "10 mujeres más poderosas en los videojuegos", el cual anotaba que era "responsable de definir la visión y liderar la franquicia de Halo". La Academia de Ciencias y Artes Interactivas nombró Ross como su 2019 Inductee de su Salón de la Fama de Inductee en los premios DICE de febrero de 2019. Siendo ella la segunda mujer miembro de este premio desde su fundación.